# Daniël de Ridder
Daniël de Ridder (* 6. März 1984 in Amsterdam) ist ein ehemaliger niederländischer Fußballspieler.

## Karriere
De Ridder, Sohn einer alleinerziehenden israelisch-kurdischen Mutter, startete seine Karriere beim niederländischen Verein Ajax Amsterdam. Mit dem Klub spielte er in der UEFA Champions League und im UEFA Cup 2004/05. Sein erstes Tor in der niederländischen Ehrendivision schoss er am 16. Mai 2004 gegen Willem II Tilburg. Nach der Saison wechselte der Sohn eines Niederländers und einer Israelin nach Spanien zu Celta Vigo und unterzeichnete einen Zweijahreskontrakt. Hier debütierte er am 25. September gegen den FC Sevilla. Sein einziges Tor in der Primera División erzielte er am 2. April 2006 gegen Atlético Madrid. Am Ende der Saison 2006/07 stieg man in die Segunda División ab und de Ridder machte von seiner Vertragsklausel Gebrauch, die es ihm erlaubt, Celta bei einem Abstieg ablösefrei zu verlassen.
Im Juli 2007 unterzeichnete er einen Vertrag beim englischen Aufsteiger Birmingham City. Nach einem Jahr schloss sich de Ridder nach dem Abstieg Birminghams Wigan Athletic an. In der Winterpause der Saison 2009/10 wurde er an Hapoel Tel Aviv ausgeliehen. In der Saison 2011/12 spielte de Ridder für den Schweizer Rekordmeister Grasshopper Zürich und wechselte nach einer Spielzeit zum SC Heerenveen in die Eredivisie. In der Rückrunde 2013/14 spielte er für RKC Waalwijk. Zur Saison 2014/15 holte der SC Cambuur den 30-Jährigen nach Leeuwarden, um Qualität und Erfahrung seiner Mannschaft in der zweiten Spielzeit nach dem Aufstieg in die Eredivisie zu stärken.

## Titel und Erfolge
Mit seinem Verein
Mit Ajax Amsterdam
- Niederländischer Meister: 2004

Als Nationalspieler
Mit der U-21 der Niederlande
- U-21 Europameister: 2006
- U-21 Europameister: 2007